# Unquadnilio
Unquadnilio, (también llamado eka-Torio o dvi-Cerio) es un elemento químico no sintetizado de número 140 y de símbolo Uqn. Consta en la tabla periódica de los elementos extendida. 
Unquadnilio es un nombre sistemático temporal de la IUPAC.

## Nomenclatura
Unquadnilio es un nombre temporal que aparece en artículos y páginas sobre la búsqueda del elemento 140. Dado que aún no se ha sintetizado (o descubierto), no existe mucha información acerca de este elemento.

## Significancia
Es un elemento con una capa de electrones del tipo G lleno, con 18 electrones, y dos electrones en el orbital f.